# Frederico III da Lorena
Frederico III da Lorena (1238 — Nancy, 31 de dezembro de 1303) foi duque da Lorena desde  1251 até 1303, data da sua morte, pertencia à Casa de Metz.

## Relações familiares
Foi o único filho e sucessor de Matias II da Lorena (1193 - 1251) e de Catarina de Limburgo (c. 1215 - 1255).
Casou em 1255 com Margarida de Navarra (c. 1240 - 1305), filha de Teobaldo I de Navarra (30 de Maio de 1201 - 8 de Julho de 1253) e de Margarida de Bourbon-Dampierre (1210 - 11 de Abril de 1256) de quem teve:
1. Teobaldo II da Lorena (1263 - 13 de Maio de 1312), herdeiro do ducado da Lorena, casou com Isabel de França, princesa de França;
2. Matias da Lorena (? - 1282), Senhor de Beauregard;
3. Frederico (? - 1299), bispo de Orleães de 1297 até 1299;
4. Frederico (segundo do mesmo nome) (? - 1320), Senhor de Plombières, de Romont, e de Brémoncourt;
5. Gerardo da Lorena (vivia em 1317);
6. Isabel da Lorena (? - 1335), casou por três vezes, a primeira em 1287 com Luís II de Baixa Baviera duque da Baixa Baviera; a segunda em 1306, com o conde Henrique III de Vaudémont (? - 1348) e a terceira Henrique de Sully;
7. Catarina da Lorena, Senhora de Romont, casou em  1290 com Conrado III de Friburgo (? - 1350), conde de Friburgo;
8. Inês da Lorena, casou com João II Harcourt (? - 1302), senhor de Harcourt.